# Stansfield (Suffolk)
Pour les articles homonymes, voir Stansfield.
Stansfield est un village et une paroisse civile du Suffolk, en Angleterre.